# Daniel Augusto da Silva
Daniel Augusto da Silva (Lisboa, 16 de maio de 1814 — Oeiras, 6 de outubro de 1878) foi um matemático e oficial da Marinha Portuguesa, lente da recém criada Escola Naval e sócio da Academia Real das Ciências de Lisboa, que se notabilizou pelo seu pioneirismo no desenvolvimento da teoria dos binários e no campo do cálculo actuarial. Foi irmão de Carlos Bento da Silva (1812-1891), ministro de várias pastas.

## Biografia
Nascido em Lisboa, estudou na Academia Real da Marinha, cujo curso concluíu em 1832, e na Academia Real dos Guardas-Marinhas, cujo curso terminou em 1835. Em 1839 concluíu o Bacharelato em Matemática na Universidade de Coimbra.
Entretanto, em resultado do ímpeto reformista que se seguiu à vitória liberal na Guerra Civil Portuguesa, a Academia Real dos Guardas-Marinhas deu origem em 1845 à Escola Naval, enquanto a Academia Real da Marinha fora integrada em 1837 na Escola Politécnica de Lisboa.
Foi nomeado lente substituto da recém criada Escola Naval, ascendendo três anos depois a lente proprietário, cargo que desempenhou até se jubilar, em 1865. Nos finais de 1868 reformou-se de oficial de marinha, no posto de capitão-de-fragata.
Tornou-se sócio livre da Academia Real das Ciências de Lisboa em 19 de Fevereiro de 1851, sócio efectivo em 7 de Janeiro de 1852 e sócio de mérito em 20 de Janeiro de 1859.

## Obra matemática
Um importante método da teoria dos conjuntos e da combinatória, o princípio da inclusão-exclusão foi, pela primeira vez, enunciado e escrito por ele. Os conceitos subjacentes a este princípio são atribuídos, frequentemente, a Abraham de Moivre, embora a fórmula matemática que o exprime apareça pela primeira vez numa memória de Daniel da Silva, apresentada em 1852 à Academia de Ciências de Lisboa e publicada em 1854.
Ainda nesta memória, Daniel da Silva demonstrou a seguinte generalização do teorema de Fermat-Euler: seja {\displaystyle n=a_{1}a_{2}\ldots a_{k}} um número inteiro onde todos os fatores a1, ... , ak são par a par primos entre si. Então a seguinte identidade é válida:
{\displaystyle a_{1}^{\phi (n/a_{1})}+a_{2}^{\phi (n/a_{2})}+\cdots +a_{k}^{\phi (n/a_{k})}\equiv k-1\quad ({\text{mod}}\,n)}
onde φ denota a função totiente de Euler.
Outra importante publicação matemática é a sua Memória sobre a rotação das forças em torno dos pontos de aplicação, apresentada em 1850 à Academia de Ciências de Lisboa, na qual corrige um resultado de August Möbius, e onde antecipa, em vários anos, trabalho científico de Gaston Darboux sobre a rotação das forças em torno dos seus pontos de aplicação.

## Publicações
- 1850 - Memória sobre a rotação das forças em torno dos pontos de aplicação, Comunicações da Academia Real das Sciencias de Lisboa, 1.ª Classe.
- 1854 - Propriedades geraes e resolução das congruências binomias: Introducção ao estudo da theoria dos numeros, Memórias da Academia Real das Sciencias de Lisboa, 1.ª Classe.